# Seksmisja
Sexmission: Misión en el futuro (en polaco: Seksmisja) es una película de acción, ciencia ficción y comedia polaca de 1984 que se convirtió en una película de culto. Contenía un mensaje escondido de sátira política específico para la época y lugar de su emisión original.

## Sinopsis
Los dos protagonistas, Max y Albert, interpretados por Jerzy Stuhr y Olgierd Łukaszewicz respectivamente, se presentan al primer experimento de hibernación humana. En lugar de ser despertados unos cuantos años después como estaba planeado, se despiertan a mediados del siglo XXI en un mundo post-nuclear. Para entonces, los seres humanos se han retirado a vivir en instalaciones bajo tierra y, como resultado de su sometimiento a una clase específica de radiación, todos los varones se han extinguido.
El frío recibimiento que obtienen Max y Albert, sus diferencias de personalidad y las realidades específicas de la vida futura sirven como telón de fondo de muchas situaciones humorísticas. Se encuentran con que las mujeres no tienen interés alguno en el renacimiento de los hombres y que, para el bien de la sociedad, los dos hombres deben ser "naturalizados", i.e. deben someterse a un cambio de sexo.

## Sátira política y social
La película contiene varias alusiones sutiles a las realidades de la sociedad del bloque comunista, particularmente, de la República Popular de Polonia justo antes de la caída del comunismo, quizás en anticipación de eventos mayores por venir. Por ejemplo, cuando Max y Albert escapan, saltan a través del muro que, entonces, empieza a temblar (a menudo, asociado con el posterior salto de Lech Wałęsa en el astillero de Gdansk y también con la subsecuente caída del muro de Berlín). Esta dimensión de la película parecer escapar normalmente del espectador no conocedor del contexto. Algunas secciones de este tipo fueron cortadas de la versión mostrada en los cines polacos por los censores comunistas, pero muchas pasaron la censura.
La película también puede ser vista como una sátira dirigida a un conflicto intergéneros, puritanismo y totalitarismo aunque es dudoso que esta fuera la intención del autor dado el contexto.

## Recepción
La película ha sido muy popular en Polonia, siendo proclamada como la mejor película polaca de los últimos 30 años en una encuesta de 2005 llevada a cabo entre los lectores de tres populares revistas de cine.

## Reparto
- Olgierd Łukaszewicz, como Albert Starski.
- Jerzy Stuhr, como Maximilian 'Max' Paradys.
- Bożena Stryjkówna, como Lamia Reno.
- Bogusława Pawelec, como Emma Dax.
- Hanna Stankówna, como Tekla.
- Beata Tyszkiewicz, como Berna.
- Ryszarda Hanin, como Dr. Jadwiga Yanda
- Barbara Ludwiżanka, como Julia Novack.
- Mirosława Marcheluk, como Secretary.
- Hanna Mikuć, como Linda.
- Elżbieta Zającówna, como Zająconna.
- Dorota Stalińska, como periodista.
- Ewa Szykulska, como instructor.
- Janusz Michałowski, como Profesor Wiktor Kuppelweiser.
- Wiesław Michnikowski, como Su Excelencia.